# Hifa
Hifa (s tujko hypha, množ. hyphae, iz starogrške ὑφή, huphḗ – »mreža«) je nitasta, s citoplazmo napolnjena in celično steno obdana struktura, ki jo tvorijo nekatere bakterije in glive ter glivam podobne oomicete.
Hife gliv so razvejane strukture, obdane s cevasto celično steno in običajno ločene s pregradami – »septami«. Hife se prepletajo med seboj in tvorijo kompaktne kosme, ki jim družno pravimo micelij. Hife rastejo samo na konicah in so večjedrne strukture; celična delitev v hifi ne poteče popolnoma; po delitvi jedra se obe hčerinski jedri ne ločita z membrano in steno temveč ostaneta povezana. V razraslem miceliju je lahko na stotine jeder. Takim hifam pravimo cenocitične. Pri plesnih nekatere hife ob razvejitvi zrastejo navpično nad micelij in tvorijo na vrhu razmnoževalne strukture – konidije, na katerih nastajajo spore. Pri drugih glivah nastane na vrhu micelija makroskopska razmnoževalna struktura, ki ji pravimo goba. Poleg teh dveh skupin poznamo še kvasovke, ki ne tvorijo hif. Glivne hife so običajno debele 4–6 μm.
Pri nekaterih bakterijah so hife udeležene pri nespolnem razmnoževanju. Na eni strani celice požene dolga, tanka hifa, na konici katere prične brsteti nova celica. Kmalu po tem se v brst po hifi prenese kopija kromosoma, na koncu rasti pa se oddeli od matične celice s pregrado in nazadnje loči kot hčerinska celica.